# Arlberg
Arlberg (1793 m n.p.m.) – przełęcz w Austrii. Oddziela Alpy Lechtalskie od Verwallgruppe.
Leży na zachodnim krańcu Alp Lechtalskich, na europejskim dziale wodnym. Łączy dolinę Klostertal na zachodzie z doliną Innu na wschodzie (poprzez dolinę Rosanny). Przebiega przez nią granica austriackich krajów związkowych Tyrol i Vorarlberg.
Przełęcz Arlberg jest jedną z najważniejszych pod względem komunikacyjnym przełęczy w Austrii i najważniejszym połączeniem Vorarlbergu z resztą Austrii – pozostałe biegną przełęczami Flexen (1773 m), Hochtannberg (1703 m) i Bielerhöhe (2036 m). Szlak przez Arlberg znano już w starożytności, pierwszą drogę kołową zbudowano tu w XVIII wieku, a drogę o nawierzchni ulepszonej – w latach 1822-1825. Droga musiała być zamykana zimą, wobec czego już w 1884 przebito pod przełęczą tunel kolejowy o długości 10,3 km. Po pojawieniu się transportu samochodowego samochody przewożono przez ten tunel koleją aż do 1978, gdy otwarto tunel drogowy o długości 13,9 km, przebiegający na wysokości 1318 m n.p.m. Tunelem biegnie austriacka droga ekspresowa S16.
Przełęcz jest znana ze świetnych warunków narciarskich i rozwiniętej infrastruktury narciarskiej.